# Epiblastus angustifolius
Epiblastus angustifolius är en orkidéart som beskrevs av Rudolf Schlechter. Epiblastus angustifolius ingår i släktet Epiblastus och familjen orkidéer. Inga underarter finns listade i Catalogue of Life.